# キュリー夫人 (映画)

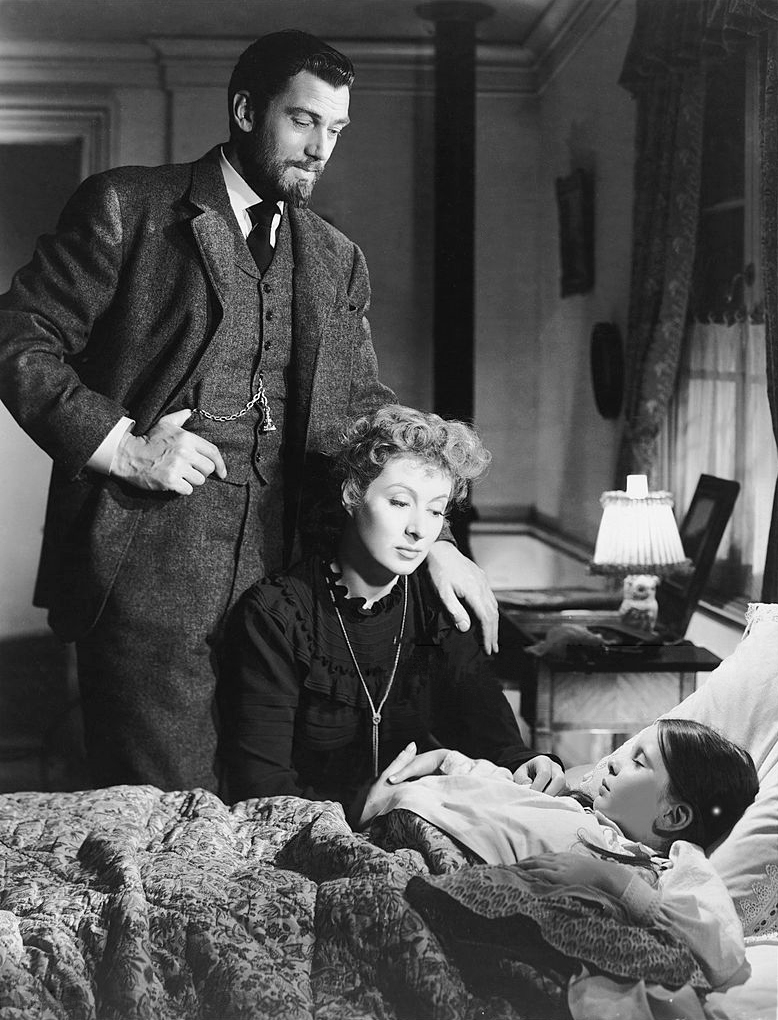
左からウォルター・ピジョン、グリア・ガースン、マーガレット・オブライエン

『キュリー（キューリー）夫人』（キュリーふじん、原題：Madame Curie）は、1943年に製作・公開されたアメリカ合衆国の映画である。
エーヴ・キュリーによる母マリ・キュリーの伝記を下敷きとしており、マーヴィン・ルロイが監督、グリア・ガースン、ウォルター・ピジョンが主演した。ガースンとピジョンにとっては『塵に咲く花』（1941年）、『ミニヴァー夫人』（1942年）に次ぐ3作目の共演となった。
日本では1946年2月14日、アメリカ映画輸入再開第1号として『春の序曲』と共に公開されている（キネマ旬報ベストテン 1946年外国映画第6位）。

## キャスト
- マリ・キュリー：グリア・ガースン（吹替：水城蘭子）
- ピエール・キュリー：ウォルター・ピジョン（吹替：浦野光）
- ウジェーヌ（ピエールの父）：ヘンリー・トラヴァース
- ジャン・ペロー：アルベルト・バッサーマン
- ダヴィッド・ル・グロ：ロバート・ウォーカー
- ケルヴィン卿：C・オーブリー・スミス
- ソフィー＝クレール（ピエールの母）：メイ・ウィッティ
- イレーヌ：マーガレット・オブライエン
- ナレーター：ジェームズ・ヒルトン

## スタッフ
- 監督：マーヴィン・ルロイ
- 製作：シドニー・フランクリン
- 脚本：ポール・オズボーン、ポール・H・ラモー
- 音楽：ハーバート・ストサート
- 撮影：ジョセフ・ルッテンバーグ
- 編集：ハロルド・F・クレス
- 美術：セドリック・ギボンズ
- 装置：エドウィン・B・ウィリス
- 衣裳：アイリーン、アイリーン・シャラフ、ジャイル・スティール
- 録音：ダグラス・シアラー

## アカデミー賞ノミネーション
- 作品賞
- 主演女優賞：グリア・ガースン
- 主演男優賞：ウォルター・ピジョン
- 美術・室内装置賞（白黒）：セドリック・ギボンズ、ポール・グロッセ、エドウィン・B・ウィリス、ヒュー・ハント
- 撮影賞（白黒）：ジョセフ・ルッテンバーグ
- 作曲賞：ハーバート・ストサート